# Genova
Genova (în ligură Zena, mai rar în română Genua) este un oraș-port și comună din Italia de nord, capitală a Liguriei și principal port de deservire al insulelor Corsica și Sardinia. Are o populație de cca. 588 745 locuitori și a fost capitala culturală europeană în 2004.

## Geografie
Genova se întinde din est în vest pe o distanță de mai bine de 15 km, dar din nord (contraforții munților Apenini Ligurici) spre sud (Marea Mediterană) pe mai puțin de 3 km, conform topografiei locului, între munte și mare. Orașul s-a dezvoltat în jurul portului vechi (porto antico), un fost golf semi-circular, care adăpostește astăzi un muzeu al marinei și un mare acvariu public, cel mai mare din Italia și al doilea din Europa, după cel din Valencia.
„Strada Nuova” (în prezent via Garibaldi) și „Palazzo dei Rolli” din Genova au fost înscrise în anul 2006 pe lista patrimoniului cultural mondial UNESCO.

## Istorie

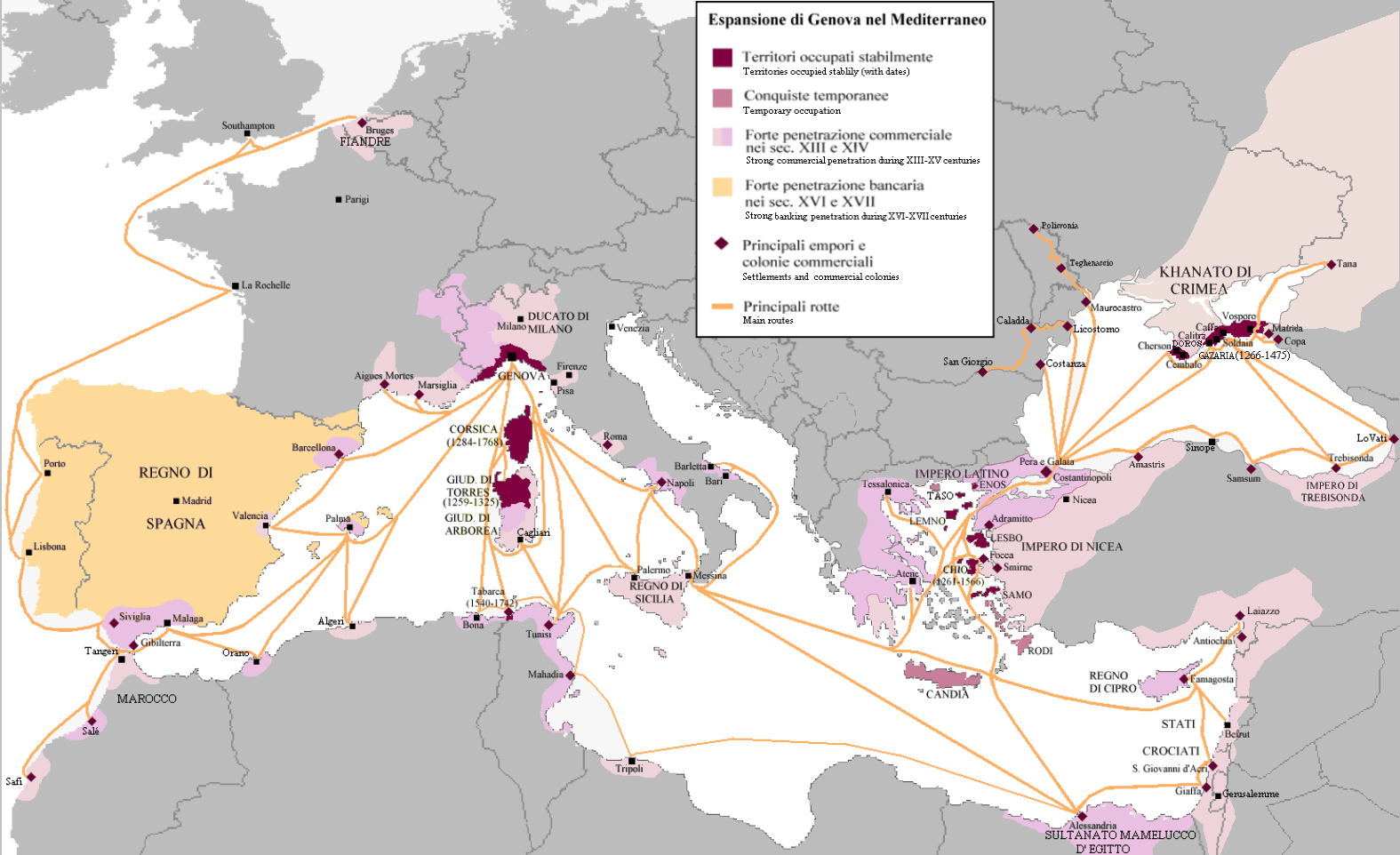
Contoarele comerciale și teritoriile Genovei în Mediterana și Marea Neagră.

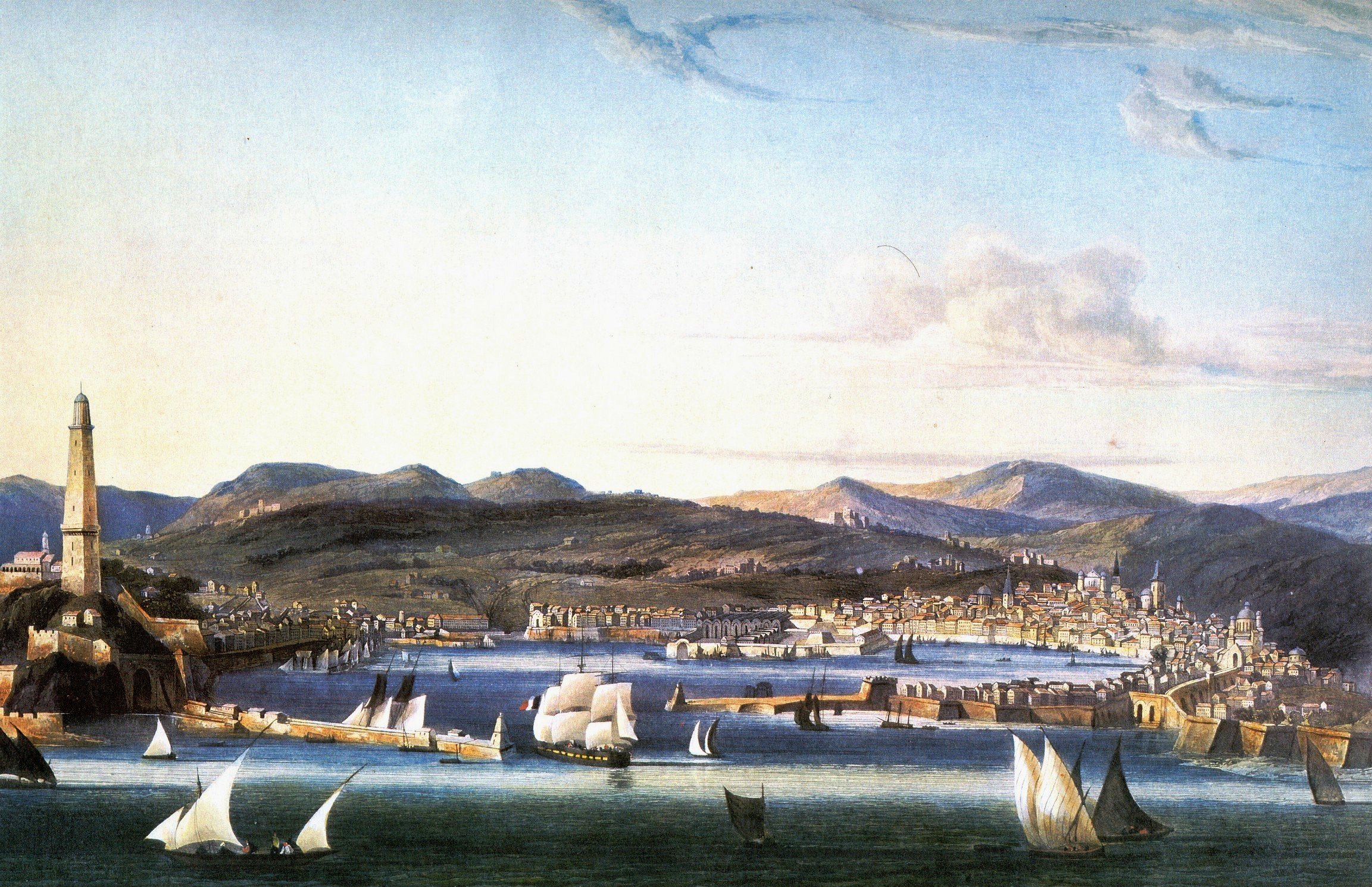
Ambroise Louis Garneray : Vedere cu Genova (circa 1810) arătând orașul vechi, azi centrul.

Pentru aproximativ opt secole Genova a fost capitala Republicii Genova, care cuprindea majoritatea Liguriei, Corsica (dată Franței in 1768), o parte din Piemont (partea numită oltregiogo) și insula Capraia.
Cele mai vechi dovezi găsite în zona orașului sunt un așezământ din Neolitic (în zona Brignole) din mileniul V sau IV î.Hr. și locuințe din Epoca Bronzului (un perete aproape de râul Bisagno).
Orașul a avut originea lângă fortificația (oppidum) de pe colina "di Castello"(Castelului), aproape de portul antic, întemeiată la începutul secolului V î.Hr.
În antichitate Genova a fost un orășel al Ligurilor. Aliat credincios al Romei, spre deosebire de alte popoare ligure și celtice din Italia de nord (care se alăturaseră cartaginezilor în Al Doilea Război Punic), Genova și-a pierdut din importanță ca oraș-port după ascensiunea noului port Vada Sabatia, lângă Savona.
Timp de cinci secole în fiecare parte a Mării Mediterane s-au dezvoltat numeroase colonii genoveze, acestea fiind ori emporii, ori colonii propriu-zise, în strânsă legătură cu Republica, cu Banco di San Giorgio (Banca Sfântului Gheorghe) sau cu cetățenii privați.
În anul 411 este asediată, cucerită și prădată de Vizigoți, iar în 493 ajunge, odată cu toată Italia, în mâinile Ostrogoților. Romanii (de Răsărit), conduși de generalul Belisarie, o recuceresc în anul 536 și se mențin până în 650 când orașul este cucerit de lombarzi. În 774 intră în componența imperiului francilor, apoi în cea a ducatului Lombardiei, el însuși parte a Sfântului Imperiu Roman.

## Cultura

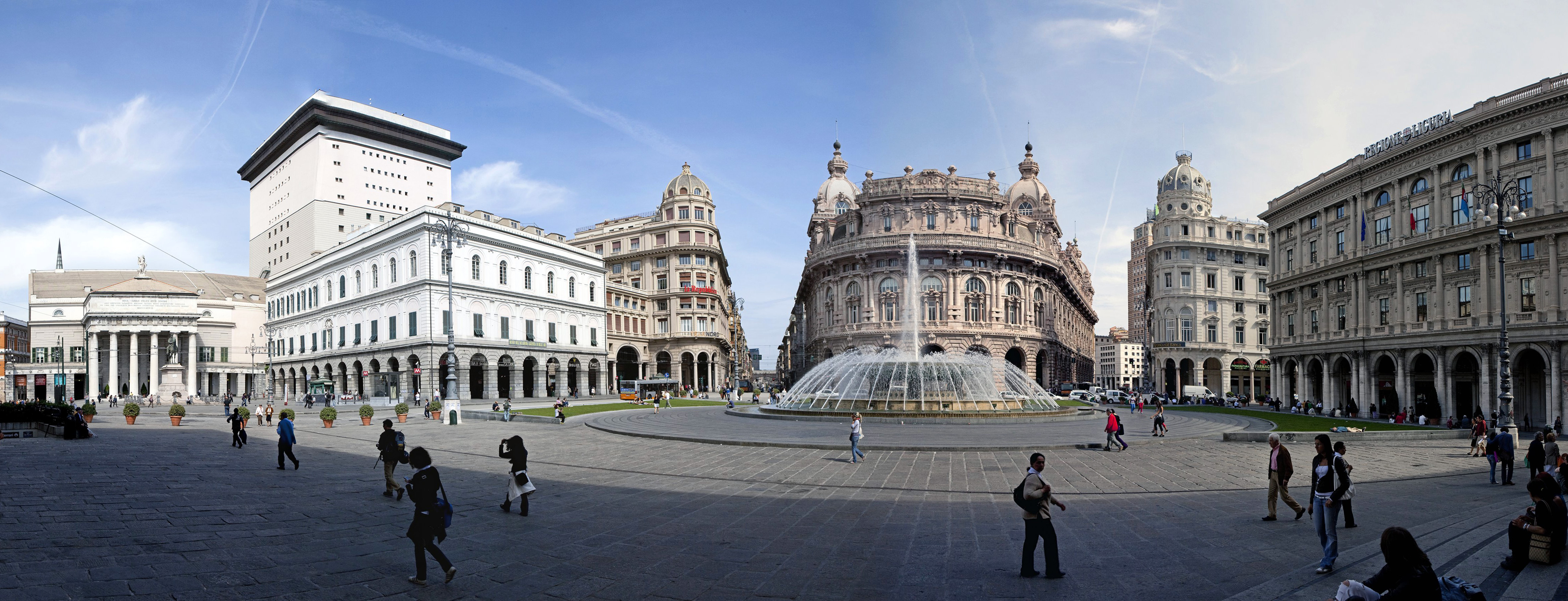
Piazza De Ferrari

Genova datorează renașterea sa culturală într-o mare măsură proiectului său de mediu (de exemplu, crearea de diverse parcuri naturale, cum ar fi Parcul Natural Beigua și Parcul Natural Aveto), dar în primul rând a măsurilor structurale în centrul orașului. Legat de aniversarea lui Columb în 1992 și Expo 1992, a fost construit cel mai mare acvariu din Europa. Acquario di Genova se află pe aria portului turistic, complet restructurat din 1992 (Porto Antico), care oferă locuri pentru sute de bărci și iahturi.

### Arhitectura

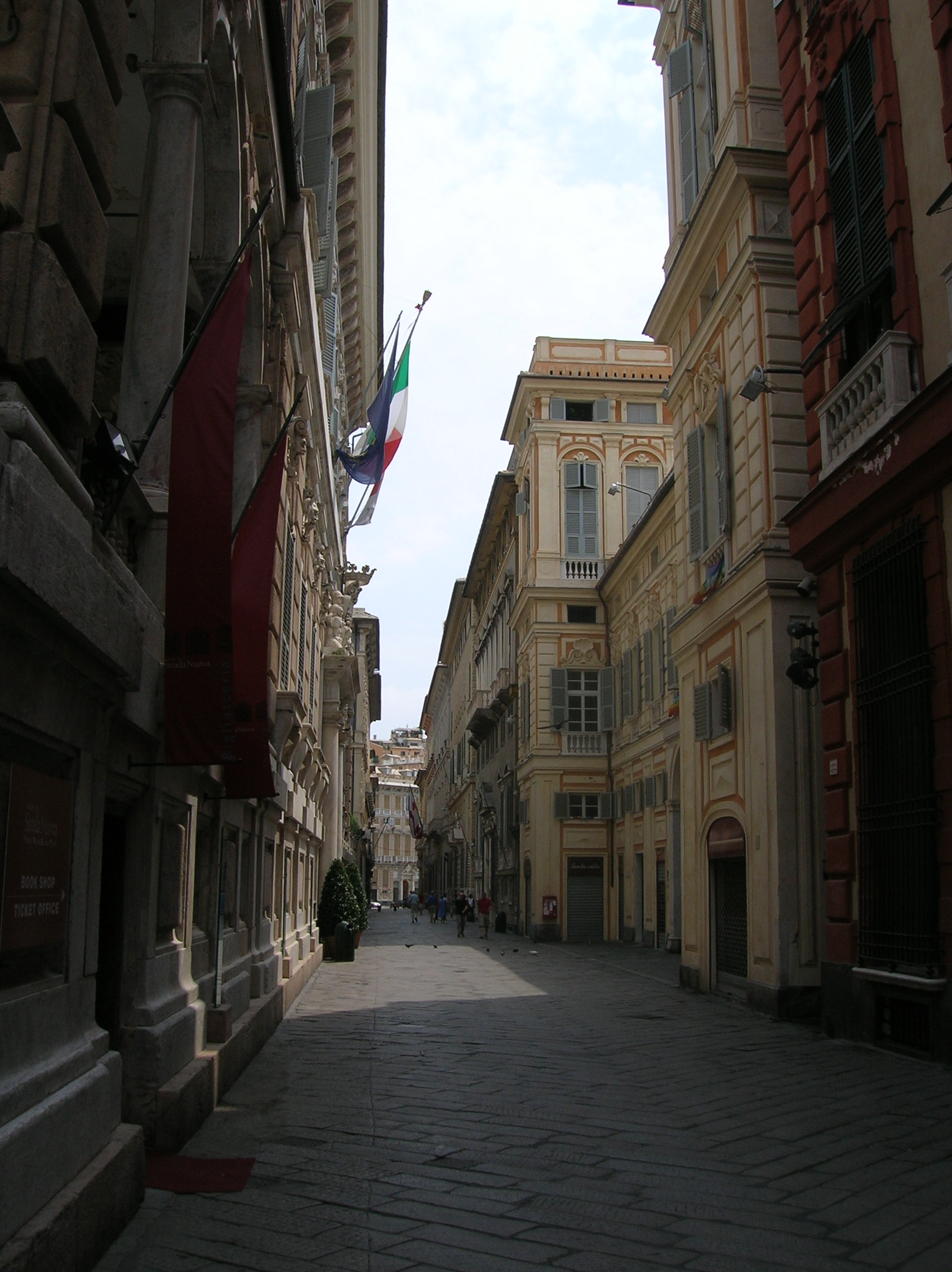
Via Garibaldi

În anii 1980 și 1990 mai multe clădiri, mai ales biserici si palate, până atunci neglijate, au fost restaurate și reconstruite.  De exemplu, printre acestea, și monumentul renașterii Basilica di Santa Maria Assunta, care datorită poziției pe Carignano, o colina a orașului, este aproape vizibilă din orice punct.
O apreciere culturală orașului a adus restaurarea completă a somptuosului Palazzo Ducale, cândva centrul puterii Dogilor și senatori și astăzi loc de întâlnire pentru numeroase evenimente culturale, cât și a Operei Carlo Felice. Ambele clădiri sunt situate în Piazza De Ferrari, care reprezintă centrul orașului.
Un alt monument important al Genovei este cimitirul Staglieno. Aici se află mormintele unor personalități cunoscute, printre care Giuseppe Mazzini, Fabrizio de André și soția lui Oscar Wilde.

#### Orașul vechi
Fortificațiile sunt o mărturie a istoriei turbulente a fostei Republici. Cândva Genova a fost înconjurată de un zid continuu. Porțiuni întregi precum și o mare parte din fort pot fi văzute și astăzi.
Orașul vechi din Genova este unul dintre cele mai mari din Europa. În anii de după al doilea război mondial a fost tot mai abandonat. Din cauza problemelor grave economice, cum ar fi declinul portului și șantierului naval, lipsei de muncă și a emigrației, au lipsit pe de o parte bani pentru a-l conserva. Pe de altă parte, de asemenea, tot mai puțini genovezi au vrut să locuiască în cartierul istoric.
Ceva s-a făcut abia înainte de anul 2004, când Genova a fost Capitală Europeană a Culturii. Vechiul port, situat la vest de orașul vechi, a fost substanțial reorganizat în 1990 de către arhitectul orașului, Renzo Piano. Așa a fost creată o trecere de la orașul vechi la portul vechi. Principala axă a orașului vechi, Via di San Lorenzo, a fost extinsă. Nenumărate palate au fost restaurate. În apropiere de Porta Soprana, fosta poartă a orașului, se află presupusa casă în care s-a născut Cristofor Columb.
Un contrast mare cu orașul vechi medieval sunt clădirile aristrocrate și palatele fastuase din Le Strade Nuove din secolul al XVI-lea. Pe Via Garibaldi și Via Balbi cu palatele sale, curți interioare și grădini, s-a aflat clar întreaga bogăție de odinioară ca putere maritimă și financiară a Europei. În primul rând este Palazzo Ducale, menționat din secolul al XIII-lea, care este situat, la capătul estic al Via di San Lorenzo. În Via Garibaldi sunt, de asemenea, cele mai importante muzee de artă din oraș, Palazzo Rosso și Palazzo Bianco în  Via Balbi, clădirea principală a Universității din Genova.
În jurul portului Genova  s-a obișnuit până în ziua de azi, tradiția Trallalero, o formă de creație muzicală pe mai multe voci fără instrumente.

#### Farul

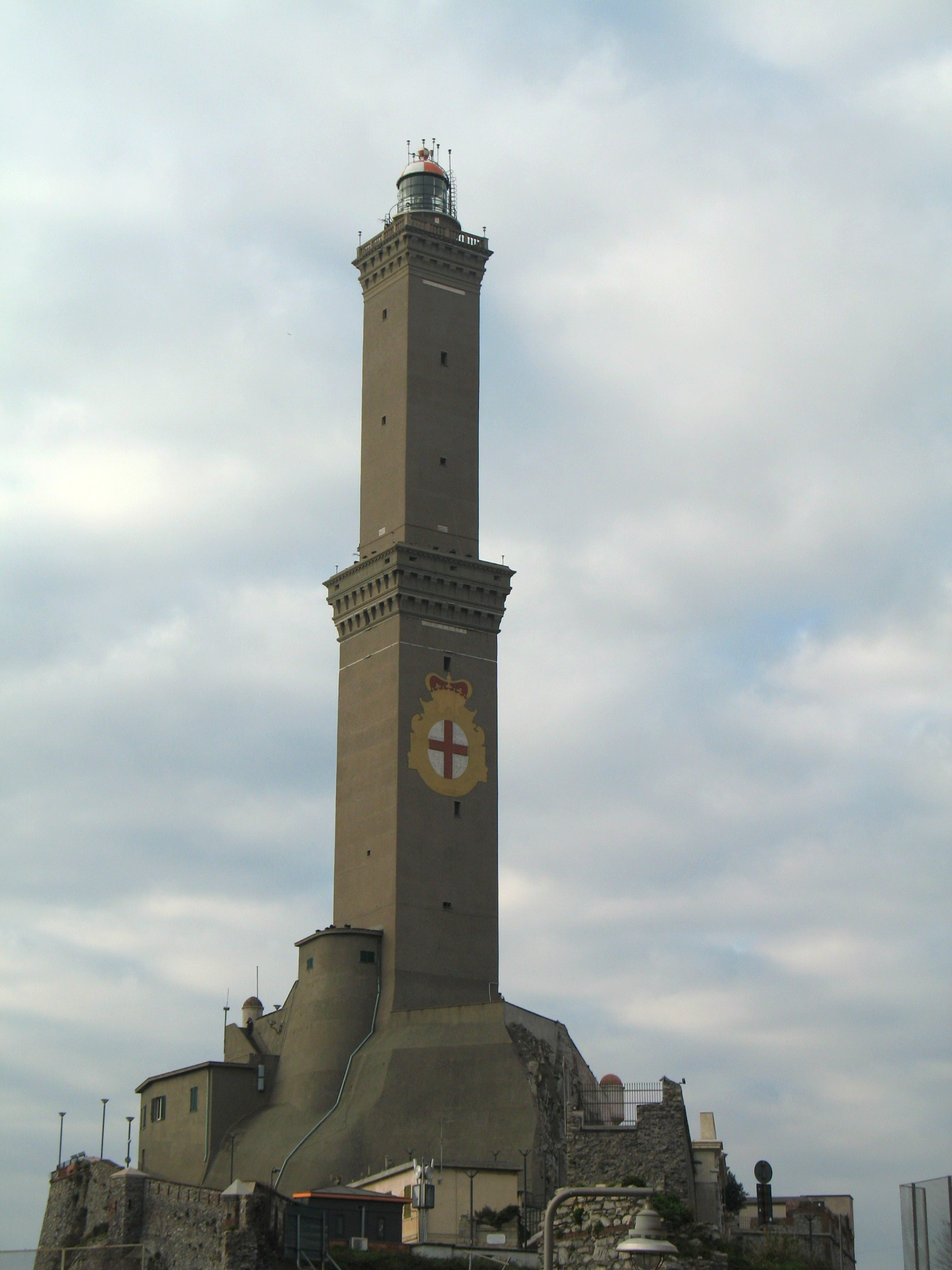
Farul din Genova

În apropiere de Fontana di Piazza de Ferrari este situat farul, sau La Lanterna, reper al orașului Genova. Acesta este situat pe un deal, în apropiere de cartierul Sampierdarena, în districtul de vest al orașului. Cladirea are o înălțime de 77 m (117 m cu fundația) și constă din două turnuri suprapuse cu planuri pătrate.
Farul ridicat în anul 1128, a fost în anul 1514, în timpul asediului francez, grav deteriorat și reconstruit abia în 1543. Fanalul se poate observa, în condiții de vizibilitate bună, chiar de la o distanță de până la 36 mile marine (aproximativ 55 km).

#### Castele și forturi

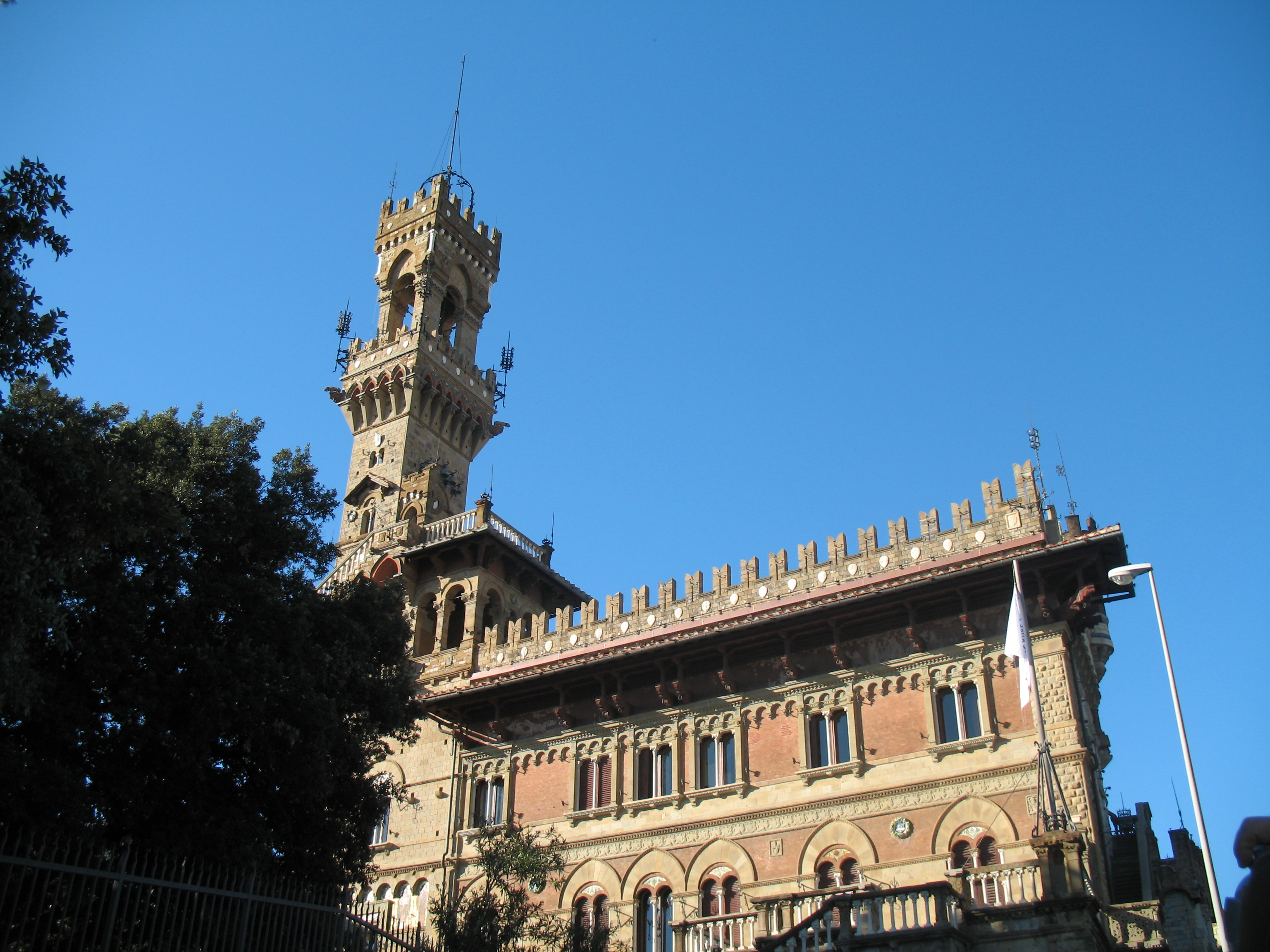
Castello Mackenzie

##### Castele
- Castello d'Albertis
- Castello Mackenzie
- Castello Raggio

##### Forturi

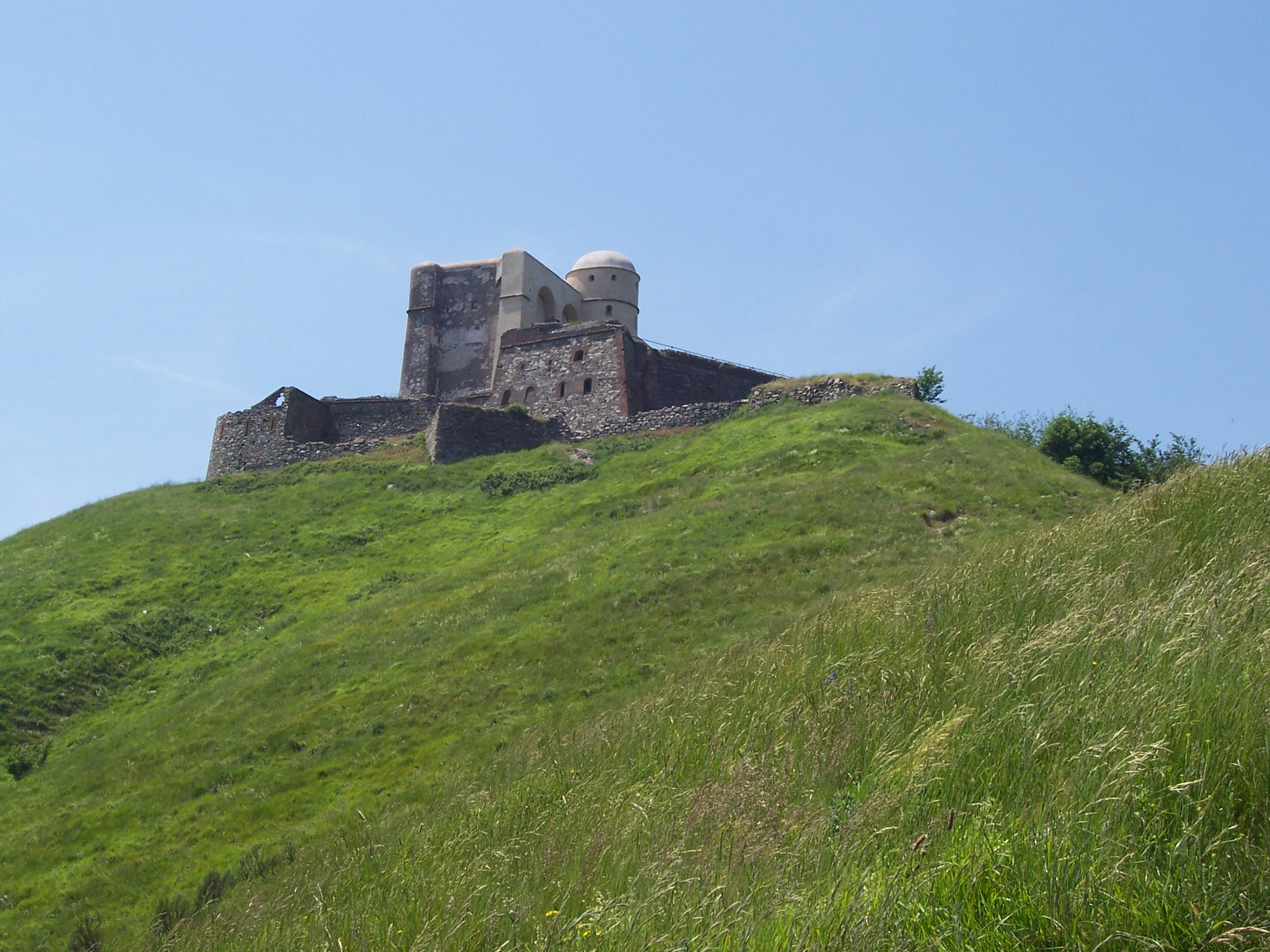
Forte Diamante

- Forte Belvedere (distrus)
- Forte Crocetta
- Forte Tenaglia
- Forte Begato
- Forte Sperone
- Forte Castellaccio

- Forte Puìn
- Forte Fratello Minore
- Forte Fratello Maggiore
- Forte Diamante
- Forte Quezzi
- Torre Quezzi
- Forte Ratti
- Forte Richelieu
- Forte Santa Tecla

### Universitatea și Academiile
În Genova, se află Università degli Studi di Genova, cu alte instituții de învățământ în Imperia, Savona, Chiavari și La Spezia. Acesta acoperă aproape toate facultățile, prioritar fiind Facultatea de Construcții Navale.
Importante academii din Genova sunt Conservatorio "Niccolò Paganini",  Accademia Ligustica di Belle Arti și Academia de Marină Comercială Italiană.

## Demografie
Genova - evoluția demografică

|  | Graficele sunt indisponibile din cauza unor probleme tehnice. Mai multe informații se găsesc la Phabricator și la wiki-ul MediaWiki. |

Date: Recensăminte sau birourile de statistică - grafică realizată de Wikipedia

## Localități înfrățite
- Italia, Tursi
- Franța, Marsilia
- Statele Unite ale Americii, Baltimore
- Statele Unite ale Americii, Columbus
- Ucraina, Odesa
- Grecia, Chios
- Bulgaria, Burgas
- Croația, Rijeka

Iar are acorduri de colaborare cu:
- Spania, Barcelona
- Albania, Tirana
- Ecuador, Guayaquil

## Personalități

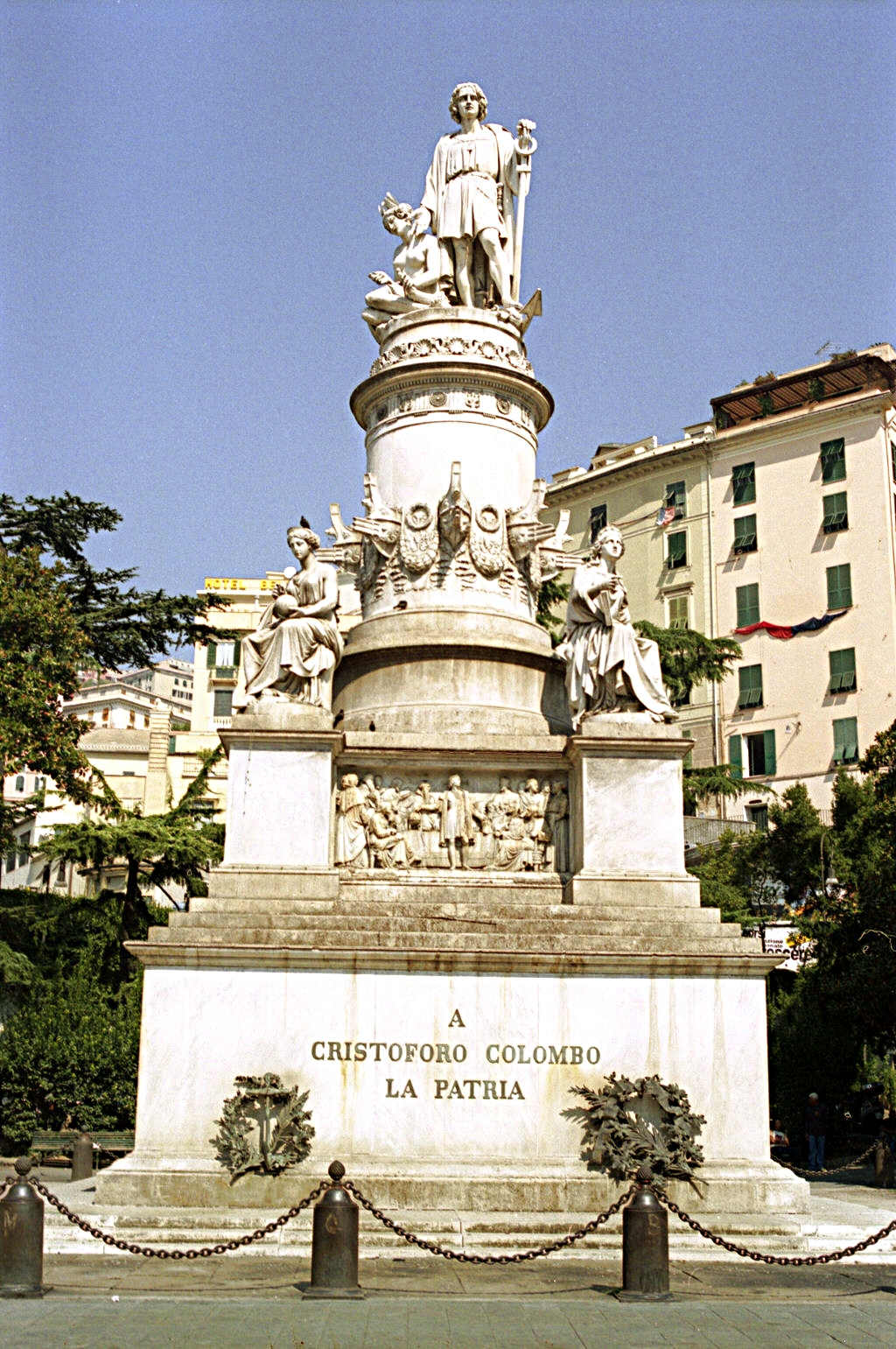
Monumentul lui Cristofor Columb

- Leon Battista Alberti (1404 – 1472), umanist, arhitect;
- Andrea Doria (1466 – 1560), amiral;
- Cristofor Columb (Cristoforo Colombo) (1451 – 1506), navigatorul care a descoperit America;
- Niccolò Paganini  (1782 – 1840), violonist;
- Giuseppe Mazzini (1805 – 1872), revoluționar;
- Lina Volonghi (1914 - 1991), actriță;
- Vittorio Gassman (1922 – 2000), actor;
- Riccardo Giacconi (1931 - 2018), fizician, Premiul Nobel pentru Fizică;
- Bruno Lauzi (1937 – 2006), cântăreț;
- Giuseppe Pericu (1937 – 2022), primar;
- Luigi Tenco (1938 – 1967), cântăreț;
- Fabrizio De Andrè (1940 – 1999), cântăreț;
- Marta Vincenzi (n. 1947), primăriță;
- Sabrina Salerno (n. 1968), cântăreață.